# Hammam Béni Salah
Hammam Béni Salah (em árabe: حمام بنى صالح) é uma cidade e comuna localizada na província de El Tarf, Argélia. Segundo o censo de 2008, a população total da cidade era de 5 235 habitantes.